# Prisma di Sennacherib

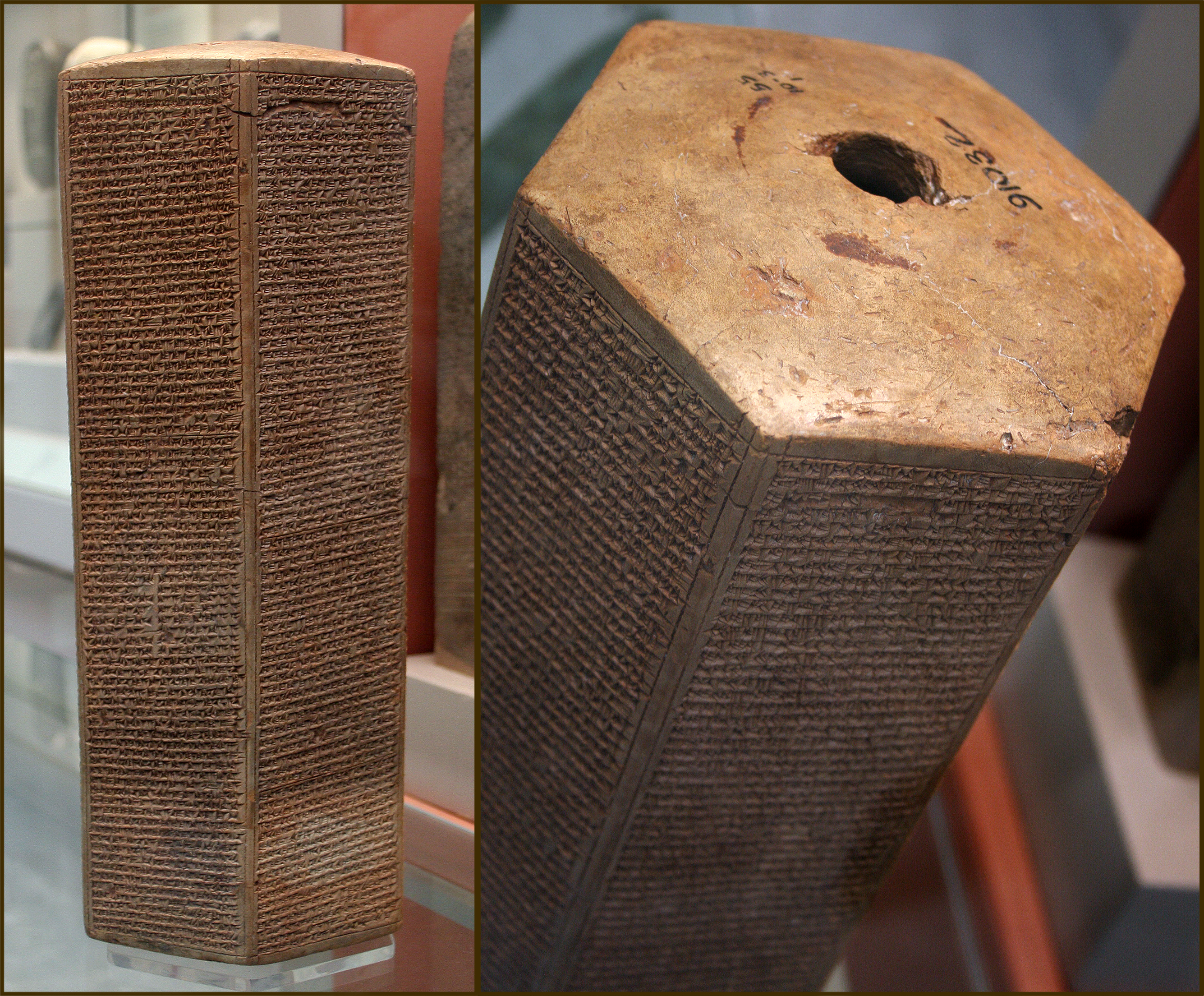

Il Prisma di Sennacherib o Prisma di Taylor è un prisma retto esagonale, le cui sei facce rettangolari contengono altrettanti paragrafi di un testo accadico in scrittura cuneiforme.
Venne scoperto nel 1830 dal colonnello Taylor fra le rovine del palazzo di Sennacherib a Ninive (oggi in Iraq), antica capitale dell'Impero assiro. È alto 38 cm e largo 14 ed è stato datato al 689 a.C., regno di Sennacherib. Si trova ora nel British Museum. Esiste anche una copia ora all'Istituto orientale di Chicago.
Le sei facce del prisma riportano annali di Sennacherib, il re assiro che pose l'assedio a Gerusalemme nel 701 a.C.